# Famille de Cremoux
La famille de Cremoux (olim Cremoux) est une famille de la noblesse française subsistante, originaire du Périgord.
Elle compte parmi ses membres des officiers, des chevaliers de Saint-Louis, un avocat en Parlement, un maire de Périgueux au XVIIe siècle, etc.

## Histoire
En 1874 André Borel d'Hauterive écrit que selon deux jugements de maintenue de noblesse, le premier en date du 12 août 1669 rendu par monsieur de Pelot en faveur de Joseph de Cremoux, qui fût maire de Périgueux, et le second du 10 juillet 1704 rendu par monsieur de La Bourdonnaye, la famille de Cremoux a une filiation authentique qui remonte à Guillaume de Cremoux, vivant en Sarladais vers 1500 et qualifié noble homme en 1546 dans le contrat de mariage de son fils Antoine.
En 1913 Gustave Chaix d'Est-Ange écrit : « Le travail de Borel d'Hauterive parait peu exact, au moins pour la partie antérieure au milieu du XVIIe siècle (...) Dans la réalité la famille de Cremoux, dont les premiers auteurs connus ne portaient pas de qualifications nobiliaires, parait s'être agrégée d'elle-même à la noblesse au cours du XVIIe siècle ». Il indique également que d'après Borel d'Hauterive, ce Joseph de Cremoux, commissaire à la maréchaussée, aurait été maintenu dans sa noblesse le 12 août 1669 mais qu'il aurait eu à payer une taxe et que son nom ne figure pas sur les listes des gentilshommes de l'élection de Périgueux qui firent reconnaître leur noblesse lors de la grande recherche commencée en 1666, mais que toutefois ces listes sont incomplètes. Il ajoute enfin que son petit-fils, Jean-Baptiste de Cremoux, seigneur de Borie-Petit, eut en 1743 à soutenir un procès contre les habitants de Saint-Martin-de-Ribérac qui lui contestaient sa noblesse en omettant de dire que ce procès fut remporté et que la cour des aides de Bordeaux l'avait maintenu dans sa noblesse par son arrêt du 2 août 1746, arrêt utilisé comme acte récognitif par l'Association d'entraide de la Noblesse Française.
En 1584 et 1590 maitre Pierre Cremoux est mentionné (sans qualifications nobiliaires) comme receveur des tailles de Périgord,. En 1593 Guillaume Crémoux, dit le vieux, est consul de 
Sarlat.
Henri Jougla de Morenas dans le Grand Armorial de France ne donne pas de filiation au delà de François de Cremoux, seigneur de Borie-Petit, marié en 1634 à Isabeau Martin et père de Joseph de Cremoux, maire de Périgueux en 1685.
Fernand de Saint-Simon dans le Dictionnaire de la noblesse français indique la famille de Cremoux agrégée à la noblesse et maintenue noble le 10 juillet 1704. En page 4 de cette ordonnance de maintenue, on lit « Nous, intendant susdit, avons déchargé ledit Joseph de Cremoux desdites assignation et sommation des 12 juin 1698 et 23 juin dernier, et, en conséquence, l'avons maintenu et gardé, maintenons et gardons ses enfants et postérité, nés et à naître en légitime mariage, dans la qualité de noblesse et d'écuyer, ordonnons qu'il jouira des privilèges et exemptions attribués aux gentilhommes, tant qu'il vivra noblement et ne fera actes dérogeants à noblesse, et qu'il sera inscrit dans le catalogue des nobles de cette généralité, conformément à la déclaration du roi du 4 septembre 1696. Fait à Bordeaux, le 10 juillet 1704. »

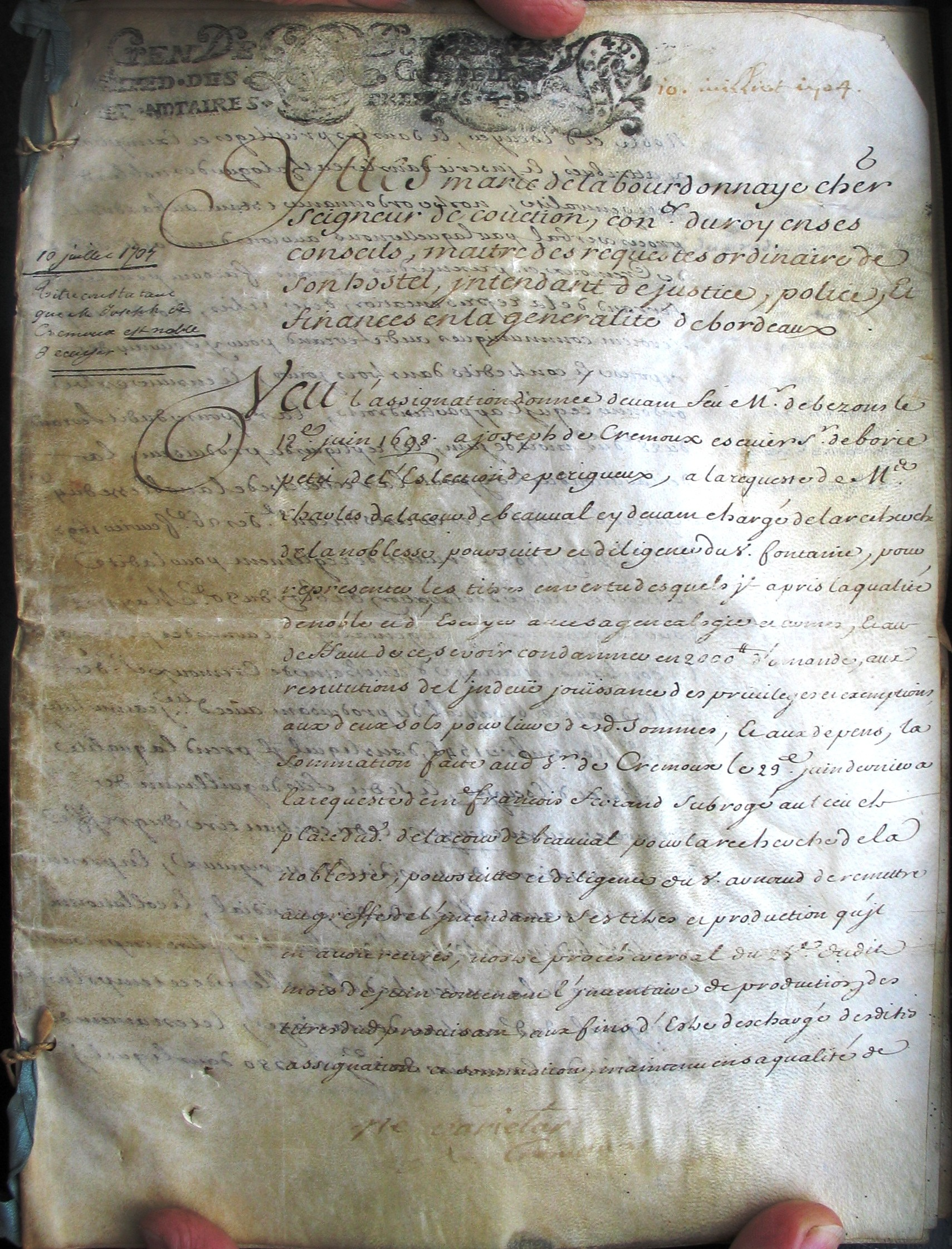
Ordonnance de maintenue de noblesse du 10 juillet 1704 rendue pour Joseph de Cremoux (page 1)
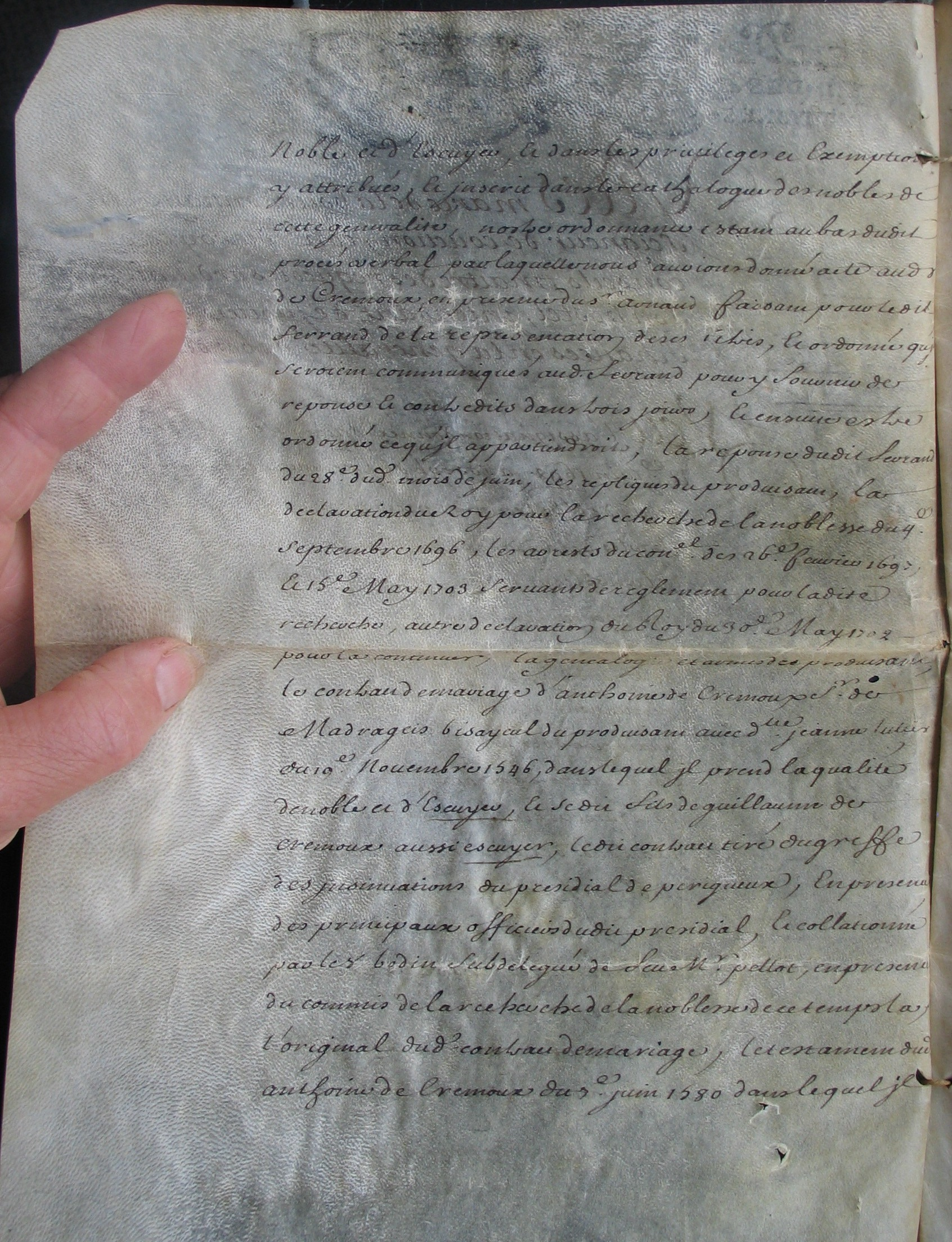
Page 2
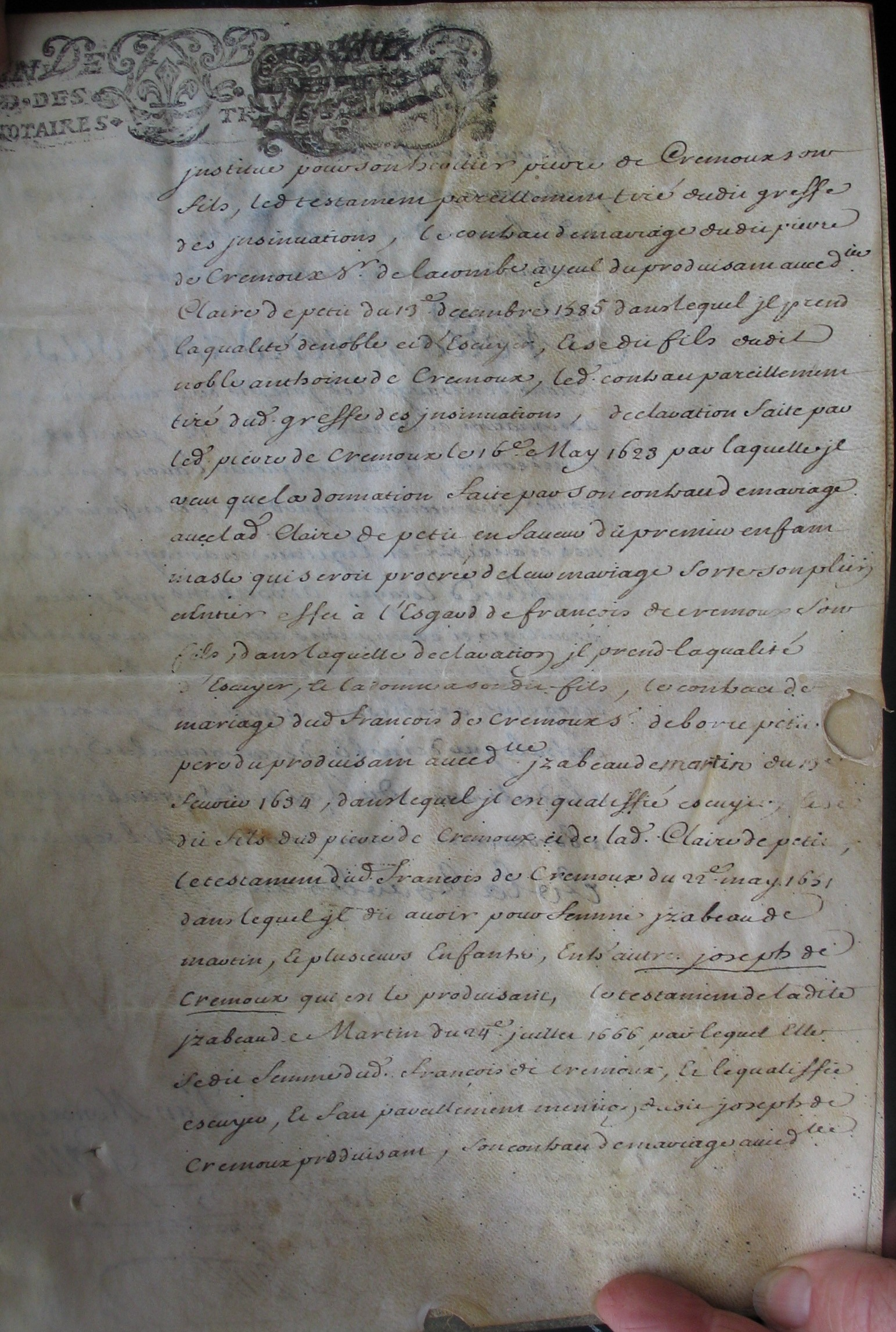
Page 3
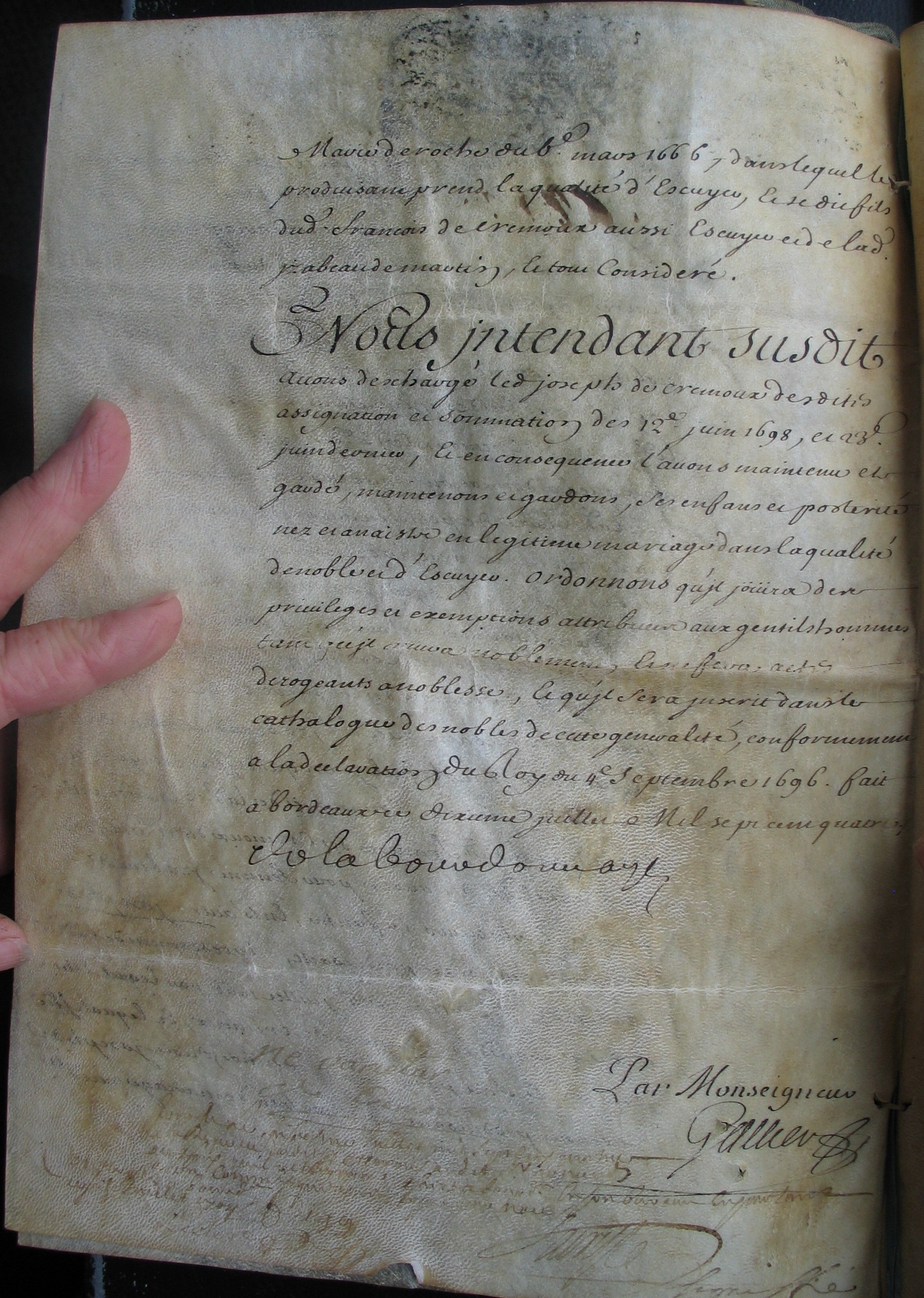
Page 4
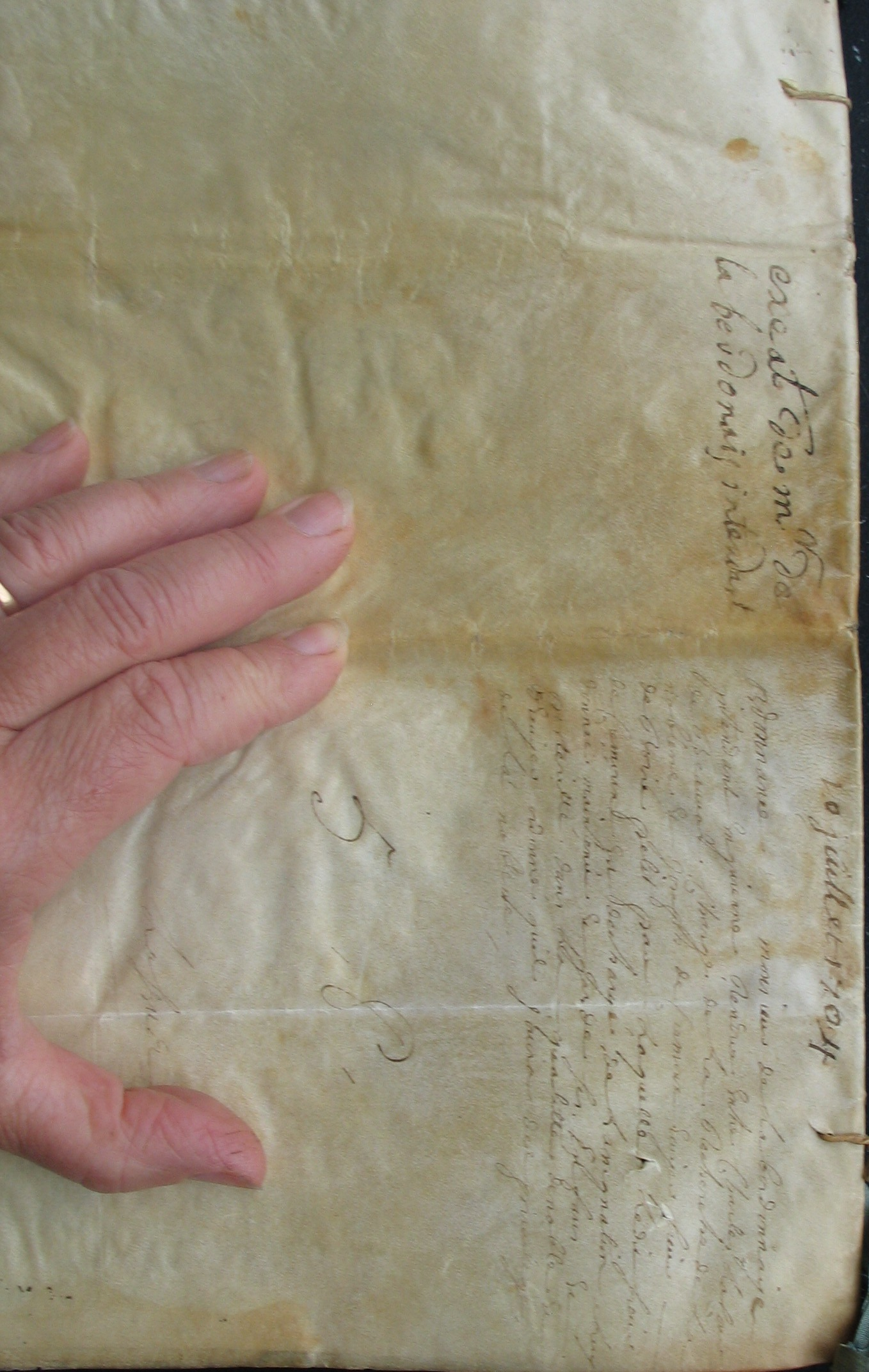
Page 5

Gontran du Mas des Bourboux dans son ouvrage Le Périgord des "nobles" bourgeois du XVIIIe siècle écrit au sujet de la famille de Cremoux : « Le principe de noblesse de cette famille, maintenue lors de la seconde recherche le 10 juillet 1704, est inconnu ».
La famille de Cremoux a été admise à l'Association d'entraide de la Noblesse Française en 2008 (acte récognitif : arrêt de la Cour des aides de Bordeaux du 2 août 1746 maintenant en sa noblesse Jean-Baptiste de Cremoux).

## Possessions

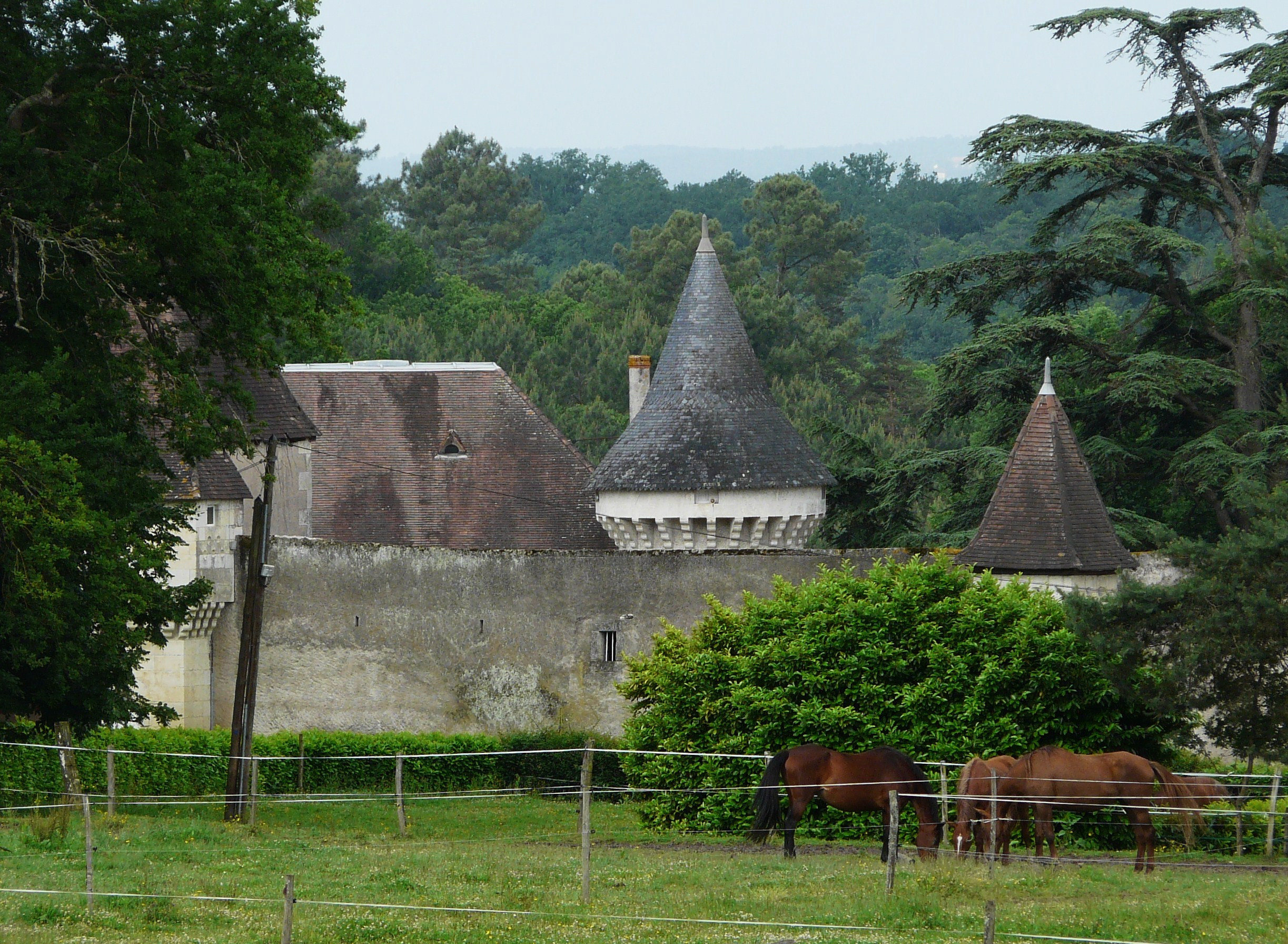
Château de Borie-Petit à Champcevinel

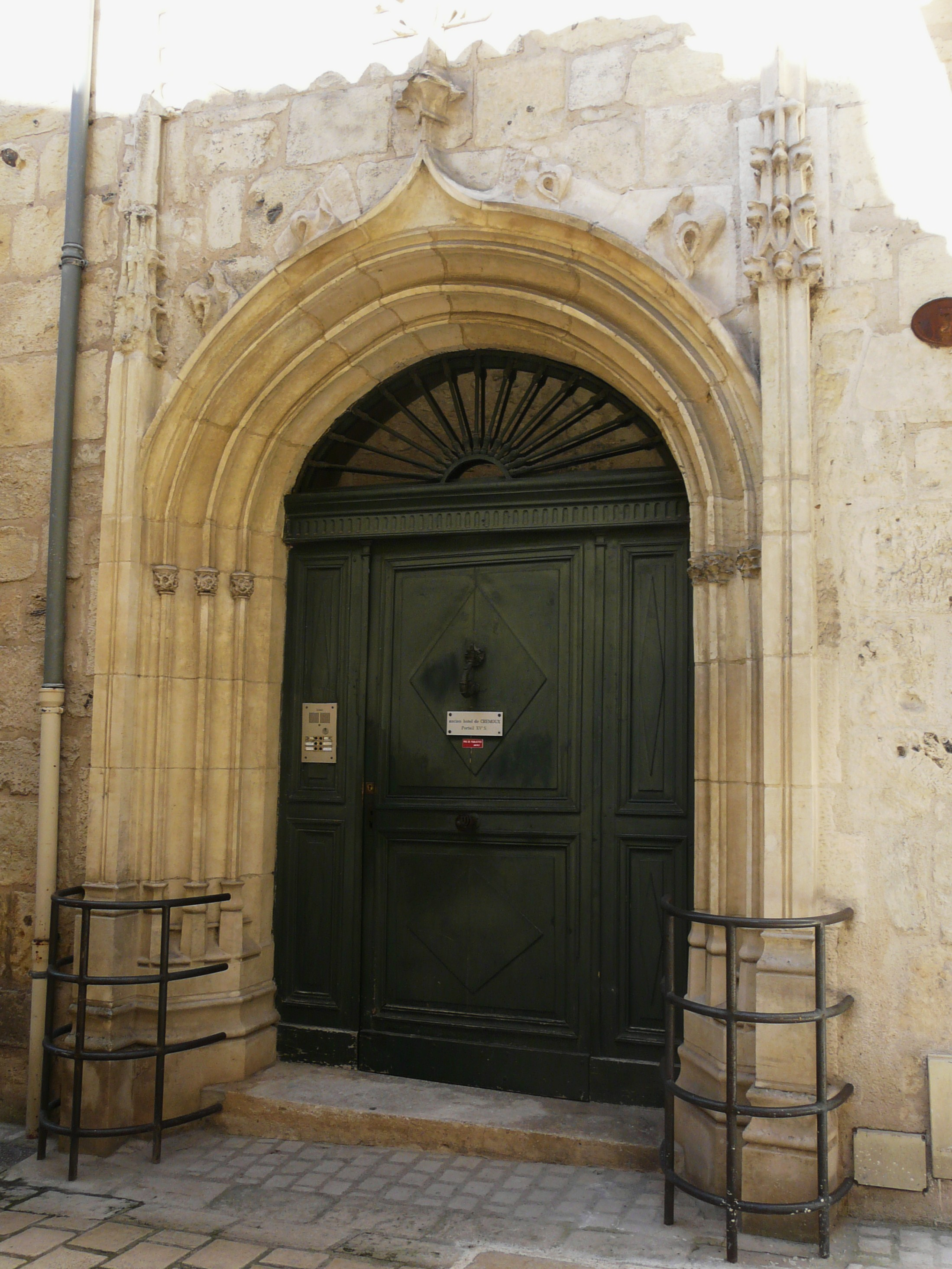
Entrée de l'hôtel de Cremoux à Périgueux

- Château de Borie-Boudy ou Borie-Petit, à Champcevinel, près de Périgueux. Joseph de Cremoux, écuyer, seigneur de Borie-Petit, rendit hommage le 13 février 1687 pour son fief de Borie-Petit[10]. Au début du XXe siècle ce château appartenait à la famille de Chasteigner[3]. En 1954, il appartenait toujours à cette famille, descendant par les femmes de la famille de Cremoux[11].
- Hôtel de Cremoux, à Périgueux. Jusqu'en 1979, il appartenait à des descendants de cette famille.
- Moulin de Bouloy ou Boulois, à La Jemaye

## Filiation
L'arbre généalogique qui suit est issu des travaux de Gustave Chaix d'Est-Ange publiés en 1913 qui apporte des corrections à celle qui a été publiée en 1874 par André Borel d'Hauterive.
- Noble homme Guillaume de Cremoux vivant vers 1500 (information de Borel d'Hauterive issue des jugements de maintenues en la noblesse).
  - Jean Cremoux, marié à Antoinette Daultreny, fille d'un conseiller au sénéchal de Sarlat, d'où trois fils.
    - Honorable homme Guillaume Cremoux, bourgeois de Sarlat, marié en 1607 à Catherine de Tailhefer, sans descendance.
    - Guillaume Cremoux, dit le jeune, greffier civil et criminel au sénéchal de Sarlat, dont la descendance, demeurée non noble, s'éteignit en la personne de son petit-fils, Charles, avocat au parlement, mort prématurément en 1672[3].
    - Monsieur maître Pierre Cremoux (écuyer selon Borel d'Hauterive), receveur des tailles en l'élection de Périgord dès 1584, il avait épousé en 1585 Claire Petit, héritière du domaine de Borie-Boudy ou Borie-Petit situé près de Périgueux[3].
      - François Cremoux (ou de Cremoux), qualifié écuyer, sieur (ou seigneur) de Borie-Petit, commissaire pour la montre du vice-sénéchal en 1653[12], il avait été marié en 1634 à Isabeau Martin, nièce de Jean Martin, évêque de Périgueux.
        - Joseph Cremoux (ou de Cremoux) († 1710) qualifié écuyer, sieur[13] (ou seigneur) de Borie-Petit, commissaire pour la montre du vice-sénéchal[12], commissaire à la maréchaussée (information de G. Chaix d'Est-Ange), officier au régiment de Touraine infanterie en 1679, maire de Périgueux de 1684 à 1685. Marié en 1666 à Marie Roche, fille d'un avocat de Périgueux , ils eurent plusieurs fils qui furent des officiers très distingués et dont l'aîné, Joseph, fut tué en 1697 au siège de Barcelone[3].
          - Jean-Valentin de Cremoux (1677-1755) seigneur de Borie-Petit, capitaine au régiment de Béarn marié en 1707, avec Isabeau Tortel de Chassenat.
            - Jean-Baptiste de Cremoux, seigneur de Borie-Petit né en 1709, connu le premier sous le titre de « vicomte de Bouloy »[3] épouse en 1756 Marie-Jeanne de La Broue de Vareilles.
              - Augustin de Cremoux, seigneur de Borie-Petit dit le « vicomte de Bouloy», officier au régiment de Touraine. D'après Borel d'Hauterive, il aurait été admis parmi les pages du roi Louis XVI mais n'aurait pu se rendre à son poste pour des raisons de santé[3]. Il prit part en 1789 aux assemblées de la noblesse tenues à Périgueux[14]. Dans une procuration reçue pour ces assemblées, il prend les qualités et titres de « vicomte et seigneur du Boulois, de Borie-Petit, la Jugie et autres lieux »[15]. Marié en 1786 à Marguerite de La Faye de La Martinie, dont trois fils.
                - Pierre-Félix de Cremoux, né en 1791, promotion 1809 de l'École polytechnique[16], connu sous la Restauration sous le titre de « vicomte de Cremoux »[3], maire de Champcevinel de 1820 à 1831, puis de 1841 à 1872, dont deux filles[17]. Il est conseiller municipal de Périgueux entre 1814 et 1818[10]. Il est à ce jour le maire de Champcevinel ayant le cumul de mandats le plus long. Une résidence et une allée de Champcevinel portent son nom[18],[19].
                - François-Adrien de Cremoux, mort en 1869 sans avoir été marié.
                - Ludovic de Cremoux, né en 1801, marié le 8 septembre 1828 à Saint-Mesmin (Dordogne) à Clotilde de Bardoulat de Plazanet[20], d'où descendance actuelle.

## Armes & titre
D'azur à trois grenades engrêlées d'or, feuillées et tigées de même, 2 et 1.
ou : D'azur à trois grenades d'or. 
ou : D'azur, à trois grenades d'or feuillées et tigées du même, ouvertes de gueules. 

La famille de Cremoux n'est pas titrée mais porte un titre « emprunté » de « vicomte » selon la terminologie utilisée par Philippe du Puy de Clinchamps (alias Charondas), titre dit aussi plus généralement titre de courtoisie.
Ses membres se qualifièrent à partir du XVIIIe siècle de « vicomte de Bouloy » et à partir de la Restauration de « vicomte de Cremoux ».

## Alliances
Les principales alliances de la famille de Cremoux sont : Daultreny, Petit (1585), Tailhefer (1607), de Beaupoil de Saint-Aulaire (1615), Martin (1634), Roche (1666), de Bars (1667), de Monzie (1689), de Fumel-Montségur (1701), de La Broue de Vareilles (1756), de La Faye (1786, 1822), du Cheyron du Pavillon (1813, 1876), Bardoulat de Plazanet (1828), de Salviac de Vielcastel (1844), d'Abzac (1847), des Moulins de Leybardie (1863).

## Pour approfondir